# Affrontements entre Israël et le Hezbollah de 2020
Les affrontements entre Israël et le Hezbollah de 2020 sont des explosions et des échanges de tirs entendus lors d'un « incident de sécurité » à la frontière entre Israël et le Liban le 27 juillet 2020.

## Incident
L'incident a impliqué des soldats israéliens et quatre combattants du Hezbollah qui ont traversé la frontière, et est survenu quelques jours après qu'un membre du Hezbollah a été tué par des frappes aériennes israéliennes en Syrie et qu'un drone israélien s'est écrasé au Liban. Les Forces de défense israéliennes ont déclaré qu'il n'y avait pas eu de victimes israéliennes et que les quatre combattants du Hezbollah avaient fui au Liban après avoir été pris pour cible.
Cependant, le Hezbollah a nié que ses forces aient attaqué l'armée israélienne et a déclaré dans un communiqué que ses combattants n'avaient pas traversé la frontière. Le groupe a déclaré qu'Israël avait ouvert le feu en premier. Deux douzaines d'explosions ont été entendues au Liban; un obus israélien s'est écrasé dans une maison civile, manquant de peu une famille dans la maison, mais personne n'a été blessé.